# Баньково (Ленінградська область)
Баньково (рос. Баньково) — присілок у Лузькому районі Ленінградської області Російської Федерації.
Населення становить 4 особи. Належить до муніципального утворення Толмачовське міське поселення.

## Історія
Згідно із законом від 28 вересня 2004 року № 65-оз належить до муніципального утворення Толмачовське міське поселення.

## Населення
| 1838 | 1862 | 1928 | 1958 | 1997 | 2007 | 2010 |
| ---- | ---- | ---- | ---- | ---- | ---- | ---- |
| 30   | ↘18  | ↗109 | ↘41  | ↘6   | ↘4   | →4   |